# Hypogastrura fuentei
Hypogastrura fuentei is een springstaartensoort uit de familie van de Hypogastruridae. De wetenschappelijke naam van de soort is voor het eerst geldig gepubliceerd in 1930 door Denis.